# Nicola Luisotti
Nicola Luisotti (Viareggio, 26 de noviembre de 1961) es un director de orquesta italiano. Es director musical de la Ópera de San Francisco desde septiembre de 2009 y director musical del Teatro di San Carlo en Nápoles desde 2012, ha sido director principal invitado de la Orquesta Sinfónica de Tokio de abril de 2009 a la primavera de 2012.y desde 2017 del Teatro Real de Madrid.

## Vida
Luisotti nació en 1961 en el municipio italiano de Viareggio. Empezó a estudiar música de niño con lecciones en el órgano de iglesia; a los once años era director del coro de la iglesia. Posteriormente se formó como pianista, graduándose en composición, trompeta y canto. Tras completar sus estudios, viajó a Milán, donde fue repetidor en La Scala, y Florencia, donde fue miembro del coro del Maggio Musicale Fiorentino. Los puestos que desempeñó posteriormente le permitieron asistir a directores como Lorin Maazel y Riccardo Muti en La Scala. Su primer empleo de dedicación exclusiva fue como maestro de coro en La Fenice en Venecia.

## Carrera
Su debut internacional llegó en 2002, dirigiendo una nueva producción de Il trovatore en el Staatstheater Stuttgart. Luisotti se convirtió en director principal de repertorio italiano en Stuttgart, dirigiendo Tosca, Turandot, Madama Butterfly y Otello en 2006. Su trovatore de Stuttgart fue muy bien recibido por la crítica, y en pocas semanas se le había ofrecido debutar en la Ópera de París. Otras invitaciones tempranas vinieron de la Compañía de Ópera canadiense (Un ballo in maschera en 2003), el Teatro Carlo Felice de Génova(Il viaggio a Reims en 2003 y Simon Boccanegra en 2004), y la Ópera Estatal bávara de Múnich (Tosca en 2004). Ha dirigido en casi todas las grandes compañías de ópera del mundo, incluyendo la Ópera Real de Londres, el Teatro alla Scala, la Metropolitan Opera, Ópera de Fráncfort, La Fenice de Venecia, la Semperoper Dresden, la Staatsoper de Viena, el Teatro Real de Madrid, la Ópera de Los Ángeles; y la Ópera de Seattle. Hizo su debut en Japón con una producción escenificada de Tosca en el Suntory Hall, donde también ha dirigido Turandot, La bohème, Don Giovanni, Le nozze di Figaro, y Così fan tutte.

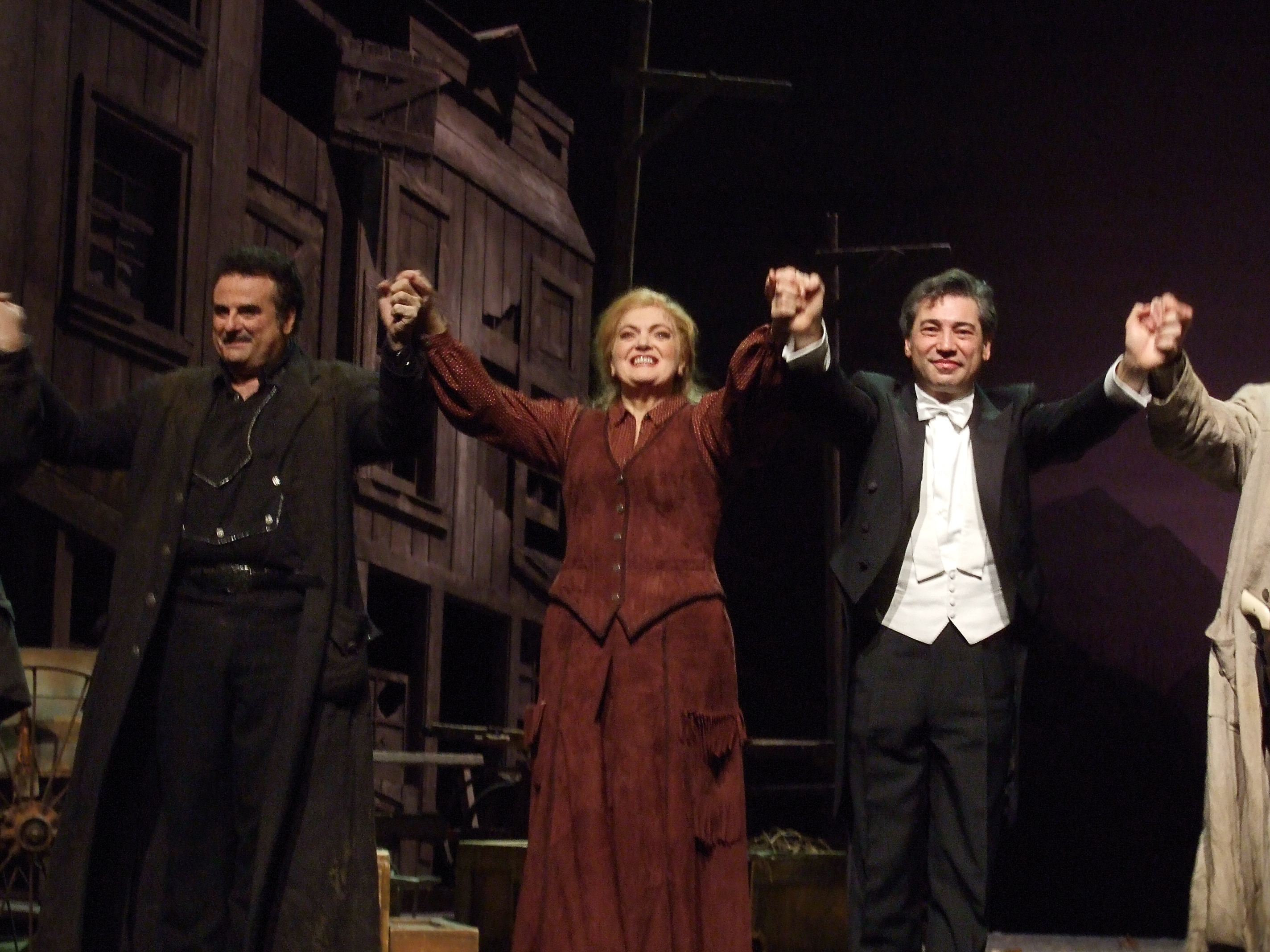
Marcello Giordani, Elisabete Matos y Nicola Luisotti saludando tras una representación.

El maestro italiano tiene relaciones con muchas grandes orquestas, incluyendo la Filarmónica de Berlín, Filarmónica de La Scala, Orchestre de París, Philharmonia Orchestra, la Orquesta de la Academia Nacional de Santa Cecilia, Orquesta Sinfónica de la Radio de Baviera, Orquesta Filarmónica de Hamburgo, Orquesta Sinfónica de la Hr de Stuttgart, Orquesta Sinfónica de la NHK de Tokio, Orquesta Nacional de la RAI, Orquesta Nacional de España, Orquesta Nacional Rusa, Staatskapelle Dresden, Sinfónica de Tokio, y Orquesta Filarmónica de Zagreb. También ha dirigido conciertos en Pekín coincidiendo con los Juegos Olímpicos de Pekín 2008. En los Estados Unidos, ha dirigido la Orquesta de Filadelfia, la Cleveland Orquesta, Sinfónica de San Francisco, y Orquesta Sinfónica de Atlanta. También dirigió la Orquesta de la Ópera de San Francisco en representaciones en el campus de la Universidad de California Berkeley.
En la temporada 2010-2011 dirigió una producción nueva de Attila por Gabriele Lavia en La Scala, una coproducción con la Ópera de San Francisco, que se presentó allí en 2012. El director dirigió las representaciones del centenario de La fanciulla del West en el Metropolitan y fue galardonado con el Premio Puccini por la Fondazione Festival Puccini.
Su discografía incluye un registro completo de Stiffelio y un disco de duetos con Anna Netrebko y Rolando Villazón en el sello Deutsche Grammophon. También dirige en un DVD de La bohème, en el Met, con Angela Gheorghiu y Ramón Vargas (EMI), y la producción del centenario de La fanciulla del West (Deutsche Grammophon).

### Ópera de San Francisco
Luisotti debutó en la Ópera de San Francisco en 2005 dirigiendo La forza del destino. El anuncio de su contrato como director musical de la compañía se hizo en 2007; Es el tercer director musical de la Ópera de San Francisco, tras John Pritchard y Donald Runnicles. Regresó a la compañía en 2008 para dirigir La bohème antes de asumir el cargo en 2009.
En su temporada inaugural dirigió Il trovatore, Salome, y Otello en otoño de 2009 y La fanciulla del West en verano de 2010. Desde entonces también ha dirigido Aida, Madama Butterfly, Turandot, Don Giovanni, Carmen, Attila, Rigoletto, Tosca, Lohengrin, y Così fan tutte.

### Teatro di San Carlo
Nicola Luisotti fue nombrado director musical del Teatro di San Carlo en Nápoles en febrero de 2012. Desde entonces se pueden destacar una producción de I masnadieri, recogido en DVD, y el Réquiem de Verdi. En 2014 dirigió un Otello transmitido por la RAI. 